# Felix Klein
Felix Christian Klein (Düsseldorf, 25 d'abril de 1849 – Göttingen, 22 de juny de 1925) va ser un  matemàtic  alemany que va estudiar les  geometries mètriques,  euclidianes o  no euclidianes com a casos particulars de la geometria projectiva. El 1872 va presentar una notable sistematització de la geometria, el "programa d'Erlangen", fonamental per acabar amb l'escissió entre geometria pura i geometria analítica. En aquesta classificació el concepte de  grup té un paper fonamental, ja que l'objecte de cada geometria es converteix en l'estudi de les propietats que es mantenen sota l'acció del grup de transformacions que la caracteritza.
Com Bernhard Riemann, Klein considerava la teoria de funcions de variable complexa com una teoria geomètrica i va traspassar directament el concepte a la física. L' estudi que va fer de les funcions modulars continua sent essencial en la recerca actual.
Professor de la Universitat de Göttingen (1886), va ser un dels advocats i artífexs de la renovació de l'ensenyament de les matemàtiques en els estudis secundaris. Klein va ser a més un important organitzador de grups científics i d'activitats docents en equip. Un d'aquests treballs en equip va ser l'edició de la Encyklopädie der mathematischen Wissenschaften, co-dirigida amb Heinrich Weber i Wilhelm Franz Meyer, que es va publicar en 23 volums entre 1898 i 1933. Se'l considera com un dels principals contribuents a què Göttingen es transformés en un centre important per al desenvolupament de la matemàtica a Europa.
Porta el seu nom la cèlebre ampolla de Klein, superfície sense vora i amb una sola cara.

## Dades biogràfiques
Klein va estudiar a Bonn, on fou deixeble de Rudolf Lipschitz i Julius Plücker, de qui més tard va ser-ne l'assistent. Després de la mort de Plücker, Alfred Clebsch va assumir la tasca editorial de la seva obra inacabada i va delegar en part aquest treball al talentós Klein. Klein es va doctorar el 1868 sota la direcció de Lipschitz amb un tema de geometria aplicada a la mecànica.
El 1869 va estar a la Universitat de Berlín on va assistir a un curs de Leopold Kronecker sobre formes quadràtiques. Va participar en els seminaris d'Ernst Kummer i Karl Weierstrass, on també va conèixer Sophus Lie, amb qui va travar amistat i va compartir un viatge d'estudis a París el 1870. A causa de la guerra francoprussiana va tornar a Alemanya. Va obtenir el grau i habilitació com a professor el 1871 amb Clebsch a Göttingen i va romandre-hi entre 1871 i 1872 com a professor adjunt.

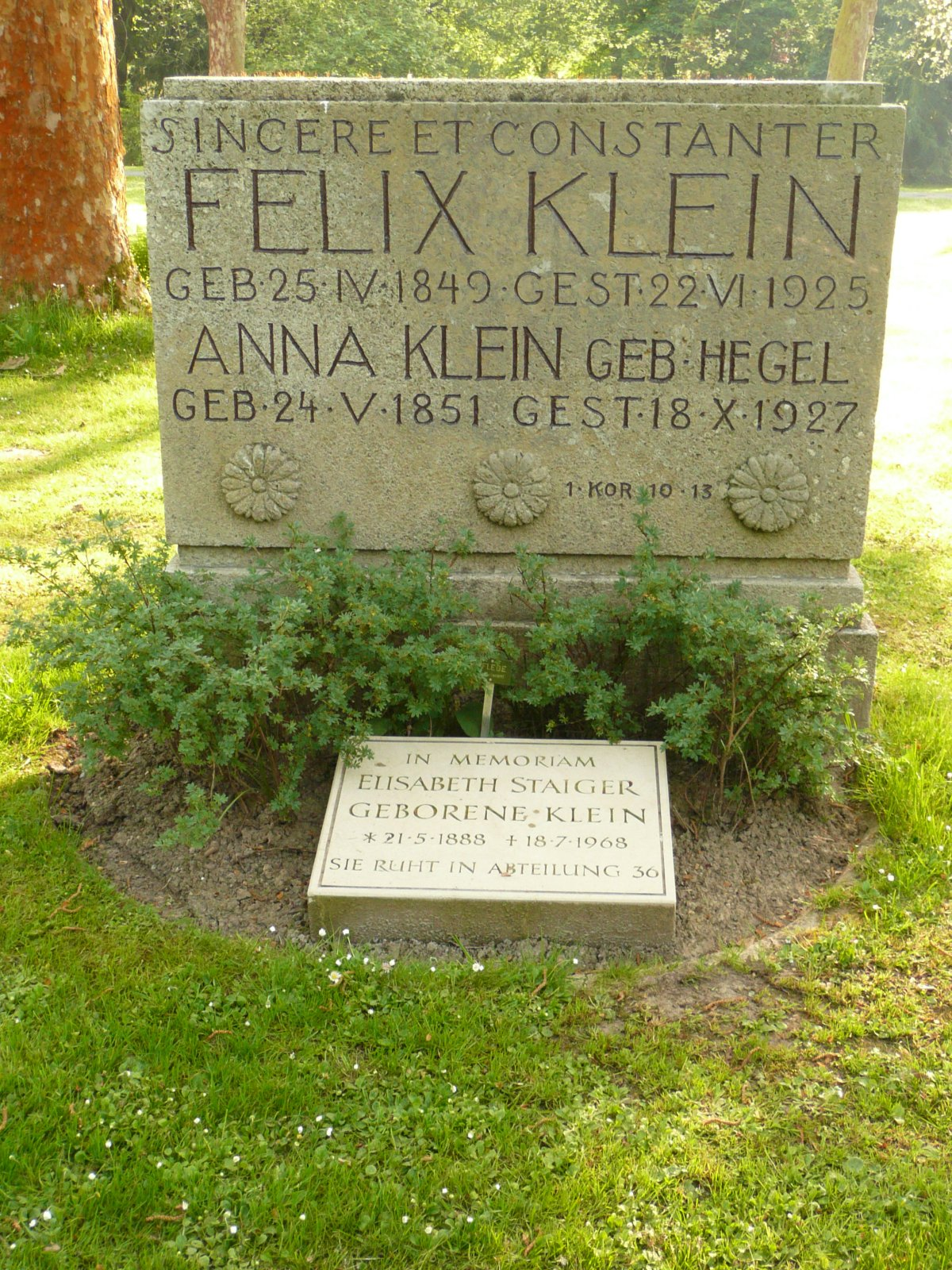
Sepultura al cementiri de Göttingen

Gràcies a gestions de Clebsch el 1872 va obtenir una plaça de professor a Erlangen. La trajectòria de la seva carrera el va portar el 1875 a la Universitat Tècnica de Múnic. El mateix any va contreure matrimoni amb Anna Hegel, una neta de Georg Wilhelm Friedrich Hegel.
L'any 1880 Klein va rebre el nomenament de professor de geometria a la Universitat de Leipzig. En aquest període de Leipzig va tenir lloc la seva etapa creativa més productiva científicament. Així, mantenia correspondència amb Henri Poincaré i es dedicava simultàniament a l'organització de la docència. Aquesta doble càrrega de treball va conduir finalment a un col·lapse corporal. El 1886 va acceptar un nomenament la universitat de Göttingen, on va romandre fins a la seva mort. Aquí es va dedicar sobretot i intensivament a les tasques d'organització científica, mentre David Hilbert, que havia estat cridat a Göttingen gràcies a la seva gestió el 1895 va continuar expandint la fama de Göttingen com un dels centres mundials de la matemàtica d'aquell temps. El 1914 va obtenir el Premi Ackermann Teubner. Des de 1908 va representar la Universitat de Göttingen a la Cambra del Parlament de Prússia. El 1924 Klein va ser nomenat membre honorari de la Societat Matemàtica Alemanya, havent estat el seu president el 1897, 1903 i 1908.
Va ser sepultat en el Cementiri de la ciutat al carrer Kasseler Landstraße de Göttingen.

## Obra

Construcció d'una ampolla Klein a partir de dues tires de Möbius

La tesi de Klein, sobre la geometria de la línia i les seves aplicacions en el món de la mecànica, classificava la complexitat de les línies de segon grau utilitzant la teoria dels divisors elementals de Weierstrass.

### Descobriments
Els primers descobriments matemàtics importants de Klein es van fer el 1870. En col·laboració amb Sophus Lie, va descobrir les propietats fonamentals de les línies asimptòtiques a la superfície de Kummer. Més tard van investigar conjuntament les corbes W, corbes invariants sota un grup de transformacions projectives. Va ser Lie qui va introduir a Klein en el concepte de grup, que havia de tenir un paper important en el seu treball posterior. Klein també va conèixer els grups de Camille Jordan.
Klein va idear l'«ampolla de Klein» que porta el seu nom, una superfície tancada d'un sol costat que no es pot incrustar en l'espai euclidià tridimensional, però que es pot immergir com un cilindre que s'enrotlla a través de si mateix per unir-se amb l'altre extrem des de l'«interior». Pot estar incrustat a l'espai euclidià de dimensions 4 i superiors. El concepte d'ampolla Klein es va idear com una cinta de Möbius tridimensional, amb un mètode de construcció que era la fixació de les vores de dues tires de Möbius.
Durant la dècada de 1890, Klein va començar a estudiar física matemàtica de manera més intensa, escrivint al giroscopi amb Arnold Sommerfeld.

### Divulgació
The present state of mathematics (lit. en català: L'estat actual de les matemàtiques) va ser un discurs donat per Felix Klein al Congrés Internacional de Matemàtiques, l'esdeveniment previ als Congressos Internacionals de Matemàtics l'any 1893.
En una gala amb 45 persones, Felix Klein va esmentar alguns dels assumptes de les matemàtiques més rellevants del moment. Pel que fa a la matemàtica aplicada, Klein va dir que "els famosos investigadors del període anterior, Lagrange, Laplace, Gauss, van ser prou grans per abraçar totes les branques de les matemàtiques i les seves aplicacions".
Després del Congrés Internacional de Matemàtiques celebrat a Chicago, Felix Klein va donar dues setmanes de conferències sobre l'estat actual de les matemàtiques. El discurs va impulsar l'organització dels Congressos Internacionals de Matemàtics i va intentar prevenir la crisi dels fonaments de les matemàtiques.
Durant 1894, va iniciar la idea d'una enciclopèdia de les matemàtiques que inclogués les seves aplicacions, que es va convertir en l'Encyklopädie der mathematischen Wissenschaften. Aquesta empresa, que va perdurar fins al 1935, va proporcionar una referència estàndard important de valor durador.

## Obres seleccionades
- 1882: Über Riemann's Theorie der Algebraischen Functionen und ihre Integrale Plantilla:JFM
- Edició electrònica llibre: {{{títol}}} en el Projecte Gutenberg., also available from Cornell
- 1884:Vorlesungen über das Ikosaeder und die Auflösung der Gleichungen vom 5ten Grade
  - English translation by G. G. Morrice (1888) Lectures on the Ikosahedron; and the Solution of Equations of the Fifth Degree via Internet Archive
- 1886: Über hyperelliptische Sigmafunktionen. Erster Aufsatz, pp. 323–356, Mathematische Annalen Bd. 27,
- 1888: Über hyperelliptische Sigmafunktionen. Zweiter Aufsatz, pp. 357–387, Math. Annalen, Bd. 32,
- 1890: (with Robert Fricke) Vorlesungen über die Theorie der elliptischen Modulfunktionen (2 volumes)[11] and 1892)
- 1894: Über die hypergeometrische Funktion
- 1894: Über lineare Differentialgleichungen der 2. Ordnung
- 1894: Evanston Colloquium (1893) reported and published by Ziwet (New York, 1894)[12]
- Klein, Felix (1894), Lectures on Mathematics, New York, London: Macmillan and Co., <https://archive.org/details/lecturesonmathem00klei/page/n1/mode/2up>
- 1895: Vorträge über ausgewählte Fragen der Elementargeometrie[13]
  - 1897: English translation by W. W. Beman and D. E. Smith Famous Problems of Elementary Geometry via Internet Archive
- 1897: (with Arnold Sommerfeld) Theorie des Kreisels (later volumes: 1898, 1903, 1910)
- Fricke, Robert & Klein, Felix (1897), Vorlesungen über die Theorie der automorphen Functionen. Erster Band; Die gruppentheoretischen Grundlagen, Leipzig: B. G. Teubner, ISBN 978-1-4297-0551-6, <https://archive.org/details/vorlesungenber01fricuoft>[14] Zweiter Band. 1901.[14]
- 1897: Mathematical Theory of the Top (Princeton address, New York)[15]
- 1901: Gauss' wissenschaftliches Tagebuch, 1796—1814. Mit Anmerkungen von Felix Klein, <http://www.digizeitschriften.de/dms/img/?PID=GDZPPN002259079>[16]
- Fricke, Robert & Klein, Felix (1912), Vorlesungen über die Theorie der automorphen Functionen. Zweiter Band: Die funktionentheoretischen Ausführungen und die Anwendungen. 1. Lieferung: Engere Theorie der automorphen Funktionen, Leipzig: B. G. Teubner., ISBN 978-1-4297-0552-3, <https://archive.org/details/vorlesungenber02fricuoft>
- 1908: Elementarmathematik vom höheren Standpunkte aus (Leipzig)
- 1926: Vorlesungen über die Entwicklung der Mathematik im 19. Jahrhundert (2 Bände), Julius Springer Verlag, Berlin[17] & 1927. S. Felix Klein Vorlesungen über die Entwicklung der Mathematik im 19. Jahrhundert
- 1928: Vorlesungen über nichteuklidische Geometrie, Grundlehren der mathematischen Wissenschaften, Springer Verlag[18]
- 1933: Vorlesungen über die hypergeometrische Funktion, Grundlehren der mathematischen Wissenschaften, Springer Verlag